# Autoroute du Tōhoku
L'autoroute de Tōhoku (東北自動車道, Tōhoku Jidōsha-dō) est une autoroute japonaise. Elle appartient à la Japan Expressway Holding and Debt Repayment Agency et est exploitée par l'East Nippon Expressway Company.

## Histoire
Tōhoku fait référence à la région de Tōhoku, la région la plus au nord de l'île d'Honshū.